# Respect – The Unity Coalition
Respect – The Unity Coalition war eine linksgerichtete politische Partei in Großbritannien, die sich aus Protest gegen die britische Beteiligung am Irakkrieg unter Premier Tony Blair von der Labour Party abspaltete und im Januar 2004 offiziell gründete. Der Name der Partei ist ein Akronym für die Wörter respect, equality, socialism, peace, environmentalism, community and trade unionism (RESPECT, englisch für etwa Respekt, Gleichheit, Sozialismus, Frieden, Umweltschutz, Gemeinschaft und Gewerkschaftsbewegung). Die Partei war von 2005 bis 2010 und von 2012 bis 2015 jeweils mit einem Abgeordneten im britischen Unterhaus vertreten. Auf europäischer Ebene Mitglied des Bündnisses Europäische Antikapitalistische Linke. Parteivorsitzende war lange Zeit Salma Yaqoob, die am 11. September 2012 ihren Austritt aus der Partei erklärte.
Nach Angaben des britischen Wahlleiters National Electoral Commission ließ sich RESPECT im August 2016 aus dem Parteienregister entfernen und gilt seitdem als aufgelöst.

## Ziele
Neben der Ablehnung des Irakkrieges versuchte die Partei gemäß ihrem Programm „eine breitgefasste Alternative zu den Parteien von Privatisierung, Krieg und Besatzung“ herzustellen und beansprucht für sich eine „breite sozialistische Agenda“.
Einige ihrer politischen Ziele beinhalteten:
- die erneute Verstaatlichung der Eisenbahnen und anderer öffentlicher Dienstleistungen
- Ablehnung der angestrebten Privatisierungen und Kürzungen im Gesundheits- (National Health Service) und Bildungssystem, darunter auch die Ablehnung von Studiengebühren an Universitäten und die Unterstützung einer jährlichen Rentenerhöhung parallel zur durchschnittlichen Lohnerhöhung
- Anhebung des Mindestlohnes auf 7,40 £ pro Stunde.
- die Rücknahme der Betriebsverfassungsgesetze der konservativen Regierung Thatcher in den 1980er-Jahren (die u. a. die Rolle der Gewerkschaften schwächten)
- die Verteidigung der Rechte von Flüchtlingen und anderen Asylsuchenden
- Unterstützung für das palästinensische Volk und ein Ende der Unterstützung der britischen Regierung für israelische Maßnahmen gegen die Palästinenser
- Unterstützung für die britische Umweltbewegung
- Ablehnung des Europäischen Stabilitätspakts zur Begrenzung der Neuverschuldung der Europäischen Union im Falle eines angestrebten Beitritts zur Eurozone

In ihrer Gründungserklärung erklärte die Partei, dass ihr allgemeines Ziel sei, bei der „Schaffung einer sozial gerechten und ökologisch nachhaltigen Gesellschaft“ zu helfen, wobei soziale Gerechtigkeit als „die Organisation der Gesellschaft in einer möglichst offenen, partizipativen und verantwortungsvollen Weise auf der Grundlage von Gemeineigentum und demokratischer Kontrolle“ definiert wurde.

## Wahlen
In der Unterhauswahl 2005 konnte die Partei einen Parlamentssitz im Wahlbezirk Bethnal Green and Bow im Osten Londons erringen, der einen hohen Anteil muslimischer Migranten, v. a. aus Bangladesch, aufweist. Der Labour-„Parteirebell“ George Galloway errang hier überraschend das Direktmandat der Labour-Abgeordneten Oona King, die später aussagte, sie sei während des Wahlkampfs mit antisemitischen Beschimpfungen überzogen worden.
Auch insgesamt erhielt die Partei Unterstützung v. a. von britischen Muslimen, einer Wählergruppe, in der Labour bei dieser Wahl wegen der britischen Beteiligung am Irakkrieg und wegen der strengen Anti-Terror-Gesetze stark verloren hatte. Ein Teil der Bewegung war bis zur Spaltung im Jahr 2007 auch die Socialist Workers Party, außerdem erhielt die Partei u. a. die Unterstützung der Kommunistischen Partei Großbritanniens und anderer linksradikaler Gruppierungen. Außerdem erklärten der Filmemacher Ken Loach und der Literatur-Nobelpreisträger Harold Pinter öffentlich ihre Unterstützung.
Zur Unterhauswahl 2010 entschied sich Galloway, in einem anderen, wesentlich schwieriger zu erringenden Wahlkreis zu kandidieren, den er allerdings nicht eroberte. Damit verlor Respect – The Unity Coalition bei dieser Wahl ihren einzigen Sitz im Unterhaus.
Am 29. März 2012 konnte Galloway bei einer Nachwahl im Wahlkreis Bradford West einen triumphalen Sieg erringen. Er erreichte dabei in dem bisher von einem Labour-Abgeordneten gehaltenen Bezirk 55,9 Prozent der Stimmen. Im Wahlkampf hatte er besonders auf muslimische Wähler abgezielt, die in diesem Teil der Stadt Bradford einen großen Teil der Wähler stellen.
Bei der Unterhauswahl 2015 verlor Galloway seinen Parlamentssitz an die Labour-Politikerin Naz Shah und die Partei konnte bei den folgenden Lokalwahlen keine weiteren Erfolge erzielen, verlor jedoch ihre Sitze in Bradford. Derweil vollzog Labour unter dem neuen Parteivorsitzenden Jeremy Corbyn einen deutlichen Linksschwenk und übernahm fast alle innen- und außenpolitischen Forderungen der Respect Party in sein Wahlprogramm. Angesichts der zunehmenden Erfolglosigkeit entschied sich die Partei im August 2016 für eine Streichung aus dem Wahlregister und löste sich auf.

### Wahlergebnisse
| Jahr | Wahl                                        | Stimmen | Stimmenanteil | Sitze |
| ---- | ------------------------------------------- | ------- | ------------- | ----- |
| 2004 | Wahl zur London-Versammlung 2004            | 87.533  | 4,7 %         | 0/25  |
| 2005 | Unterhauswahl 2005                          | 68.094  | 0,3 %         | 1/646 |
| 2007 | Wahl zur Nationalversammlung für Wales 2007 | 1.792   | 0,2 %         | 0/60  |
| 2008 | Wahl zur London-Versammlung 2008            | 59.721  | 2,5 %         | 0/25  |
| 2010 | Unterhauswahl 2010                          | 33.251  | 0,1 %         | 0/650 |
| 2011 | Parlamentswahl in Schottland 2011           | 6.972   | 0,4 %         | 0/129 |
| 2015 | Unterhauswahl 2015                          | 9.989   | 0,0 %         | 0/650 |
| 2016 | Wahl zur London-Versammlung 2016            | 41.324  | 1,6 %         | 0/25  |